# Карвальял (Барселуш)
Карвальял (порт. Carvalhal) — район (фрегезия) в Португалии, входит в округ Брага. Является составной частью муниципалитета Барселуш. Находится в составе крупной городской агломерации Большое Минью. По старому административному делению входил в провинцию Минью. Входит в экономико-статистический субрегион Каваду, который входит в Северный регион. Население составляет 1614 человека на 2001 год. Занимает площадь 3,06 км².